# Tazarine
Tazarine (en Tamazight: Tazarin et ⵜⴰⵣⴰⵔⵉⵏ) est une ville  du Maroc, située dans la région de Drâa-Tafilalet.
La ville a une population d'environ 3 017 habitants en 2007.